# Roje pri Čatežu
Roje pri Čatežu – wieś w Słowenii, w gminie Trebnje. W 2018 roku liczyła 55 mieszkańców.